# Timonius subcoriaceus
Timonius subcoriaceus är en måreväxtart som beskrevs av Theodoric Valeton. Timonius subcoriaceus ingår i släktet Timonius och familjen måreväxter.
Artens utbredningsområde är Papua Nya Guinea.

## Underarter
Arten delas in i följande underarter:
- T. s. sessilis
- T. s. subcoriaceus